# Ablita nymphica
Ablita nymphica är en fjärilsart som beskrevs av Dyar 1914. Ablita nymphica ingår i släktet Ablita och familjen nattflyn. Inga underarter finns listade i Catalogue of Life.